# پورتلند (ایندیانا)
پورتلند، ایندیانا (به انگلیسی: Portland, Indiana) یک شهر در ایالات متحده آمریکا با جمعیت ۶٬۲۲۳ نفر است که در شهرستان جی، ایندیانا واقع شده‌است.

## موقعیت جغرافیایی
موقعیت جغرافیایی شهرها و مناطق اطراف به شرح زیر است: